# Seyé
Seyé, es una localidad del estado de Yucatán, México, cabecera del municipio homónimo ubicada aproximadamente 20 kilómetros al sureste de la ciudad de Mérida, capital del estado y 40 km al suroeste de la ciudad de Izamal.

## Toponimia
El toponímico Seyé significa en idioma maya "escalera pequeña".

## Datos históricos
Seyé está enclavado en el territorio que fue la jurisdicción de los Hocabá-Homún antes de la conquista de Yucatán.
Sobre su fundación no se tienen datos exactos, pero se sabe durante la colonia estuvo bajo el régimen de las Encomiendas, entre las cuales la de Alonso de Rojas (1579) y la de Joaquín Gómez (1607), Antonio Gómez Pacheco (1647) y Pablo de Aguilar (1688). 
En 1825 Seyé pasó a formar parte del Partido de Beneficios Bajos, cuya cabecera fue Sotuta.

## Sitios de interés turístico
En Seyé hay un templo en honor de San Bartolomé; éste y el palacio municipal fueron construidos en la época colonial, posiblemente en el siglo XVII.  

## Galería

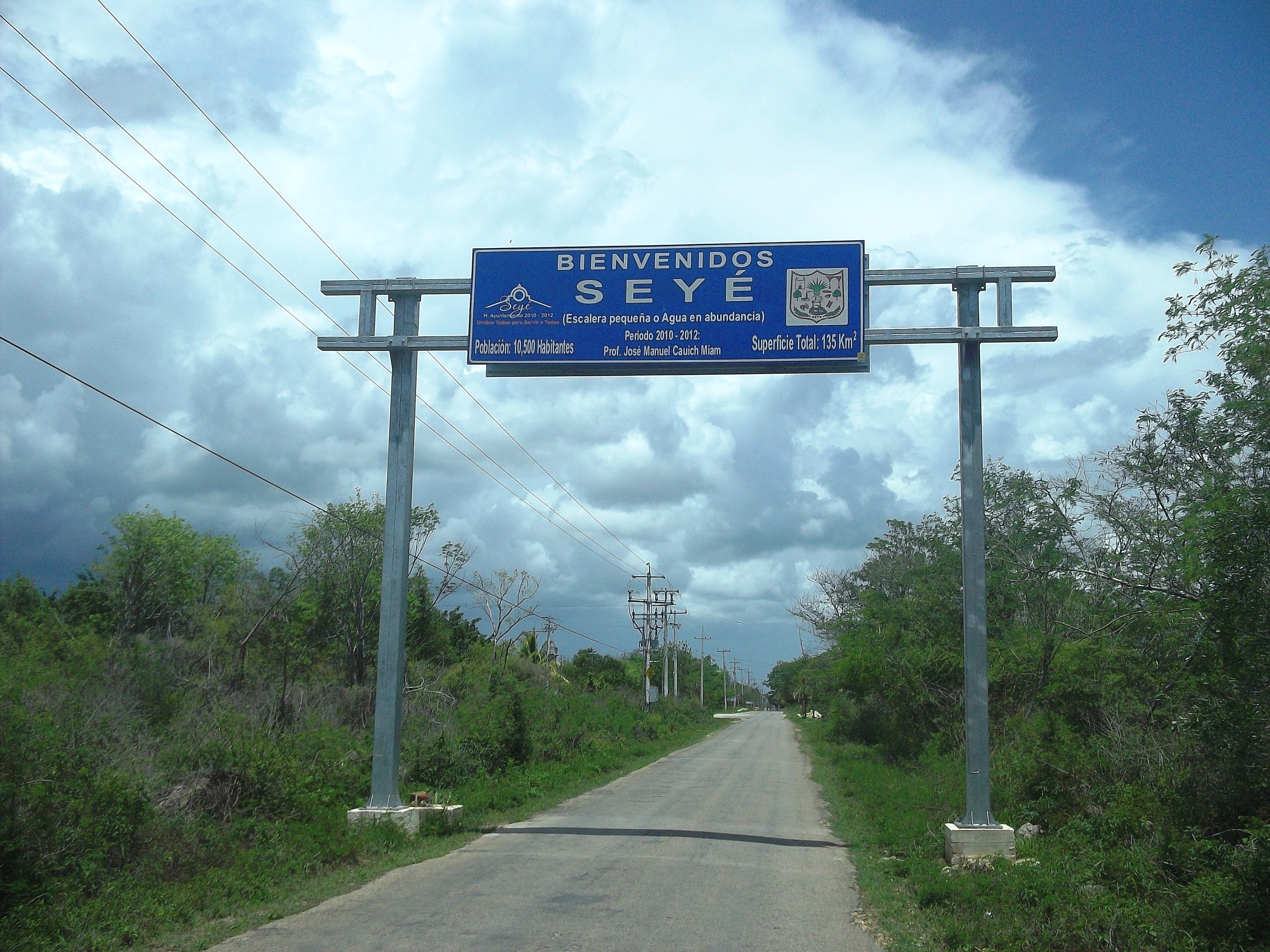
Entrada a Seye.
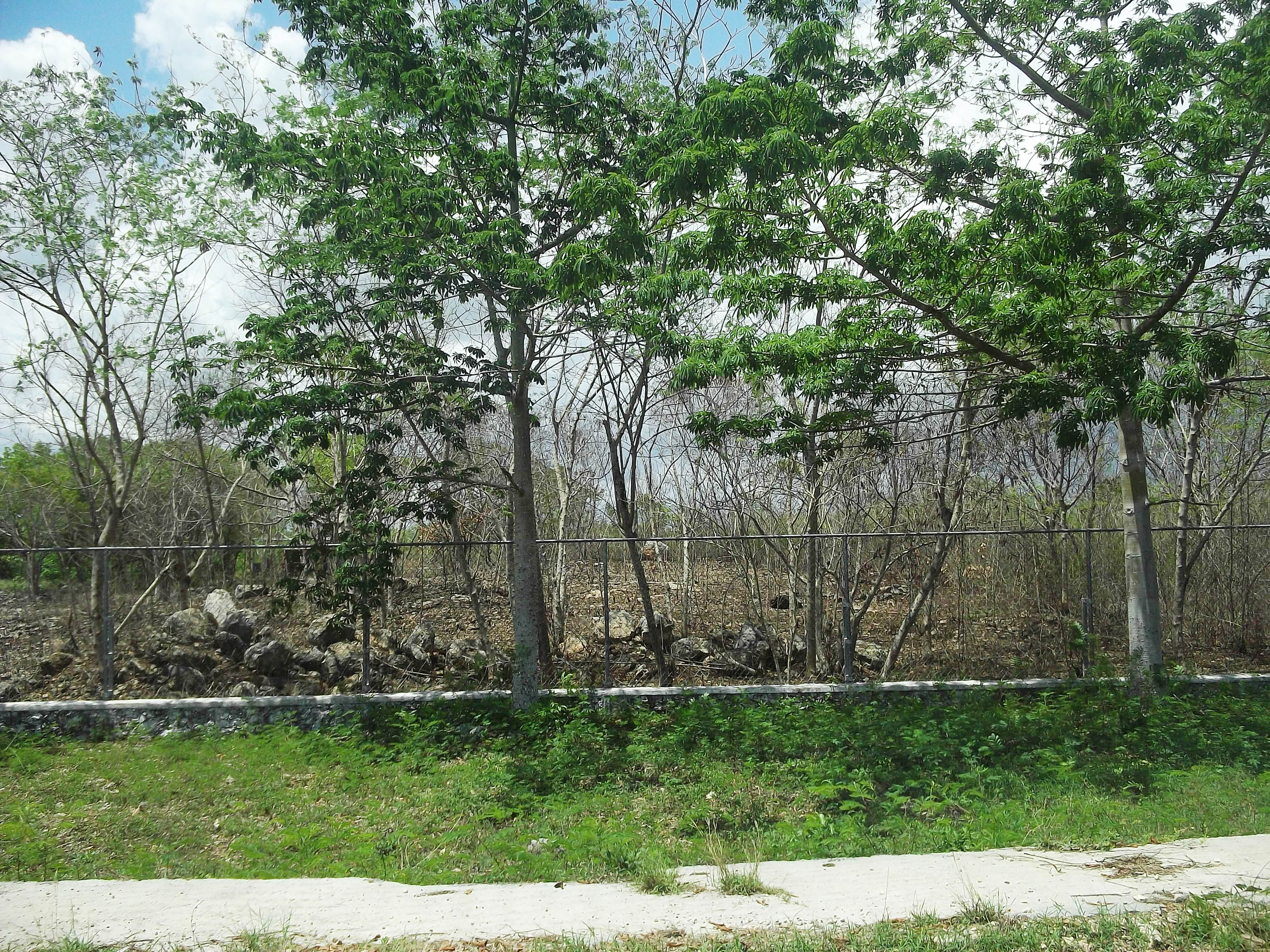
Terrenos de Seyé.
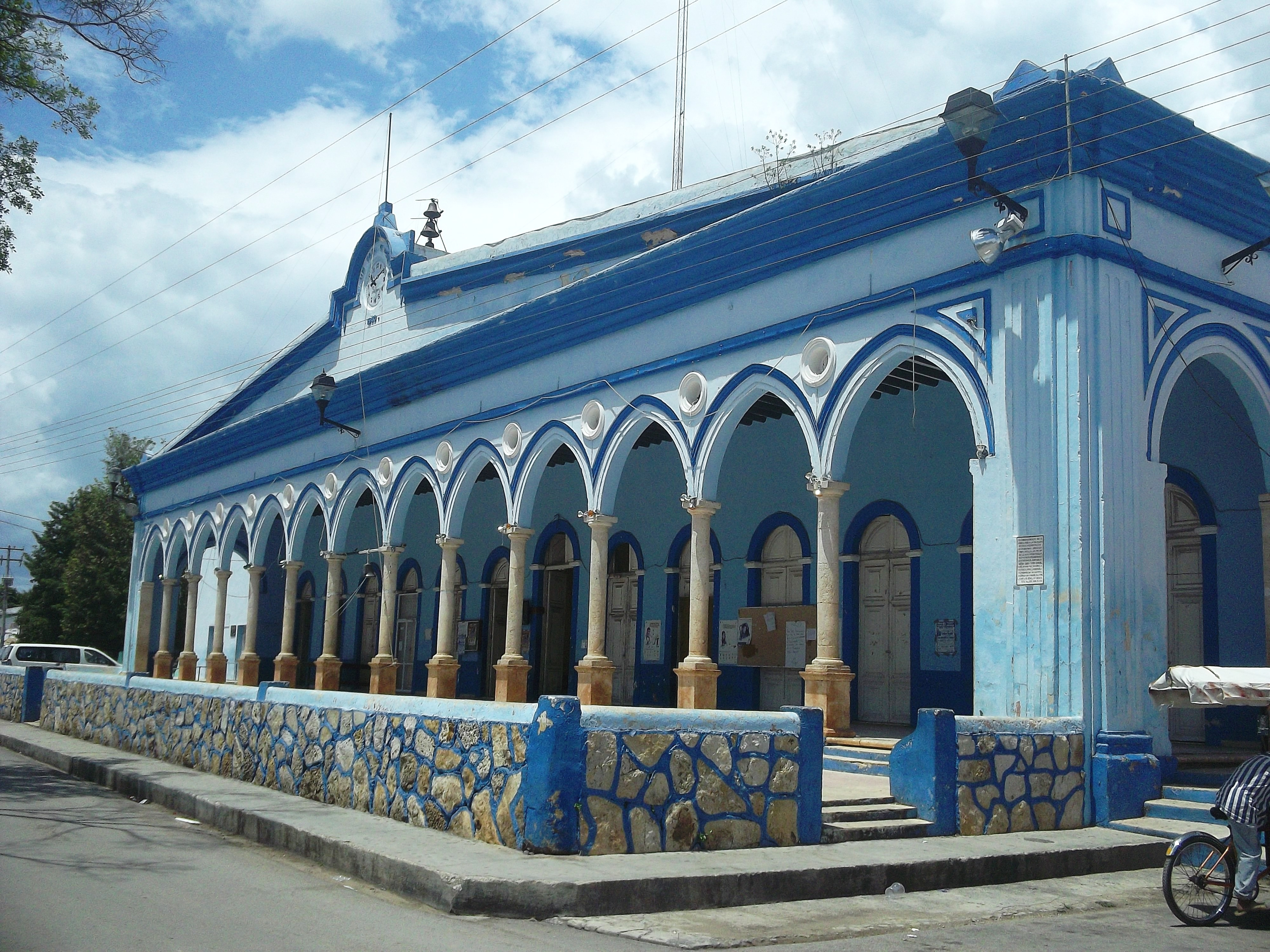
Palacio municipal de Seyé.
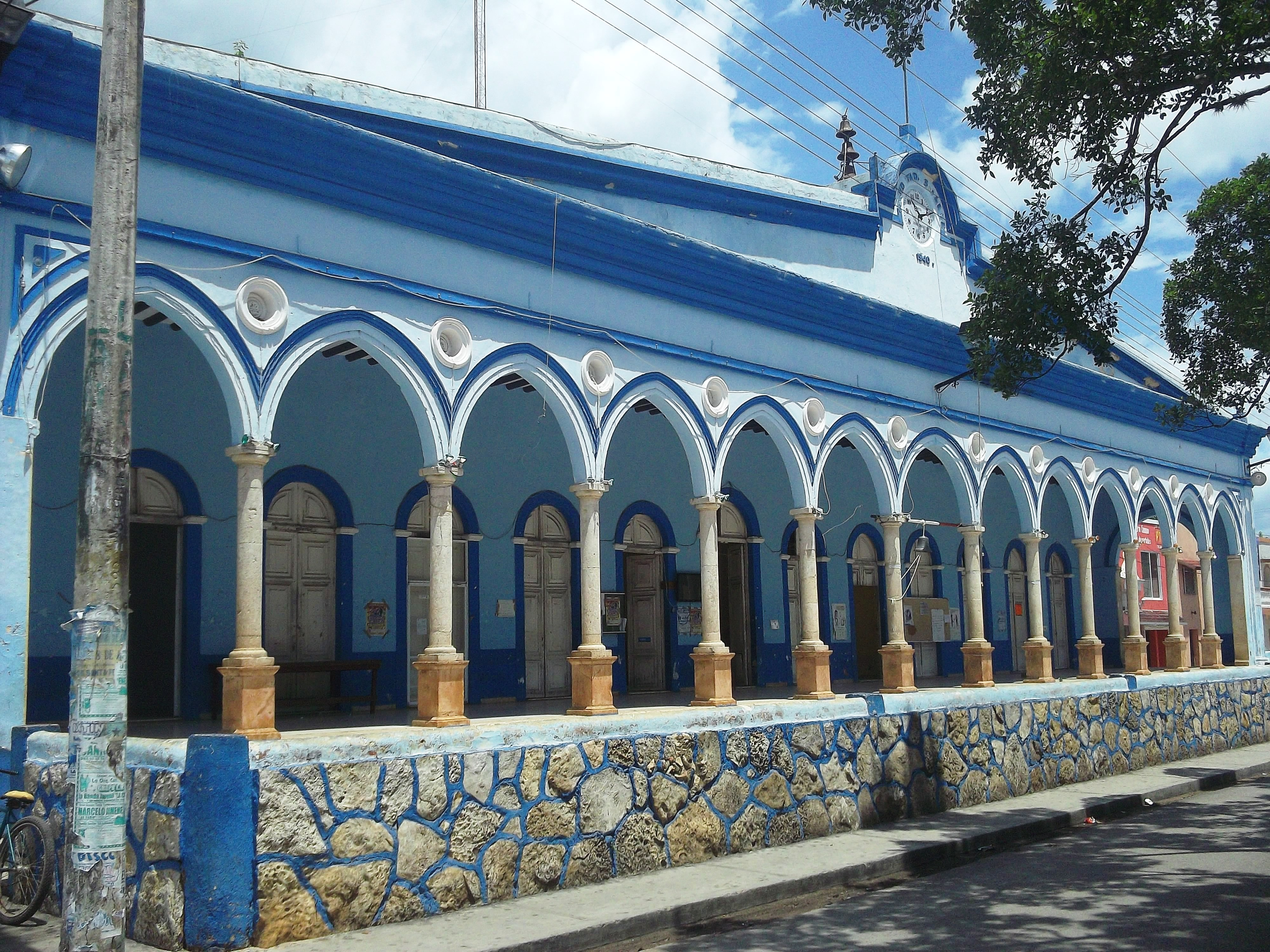
Palacio municipal de Seyé.
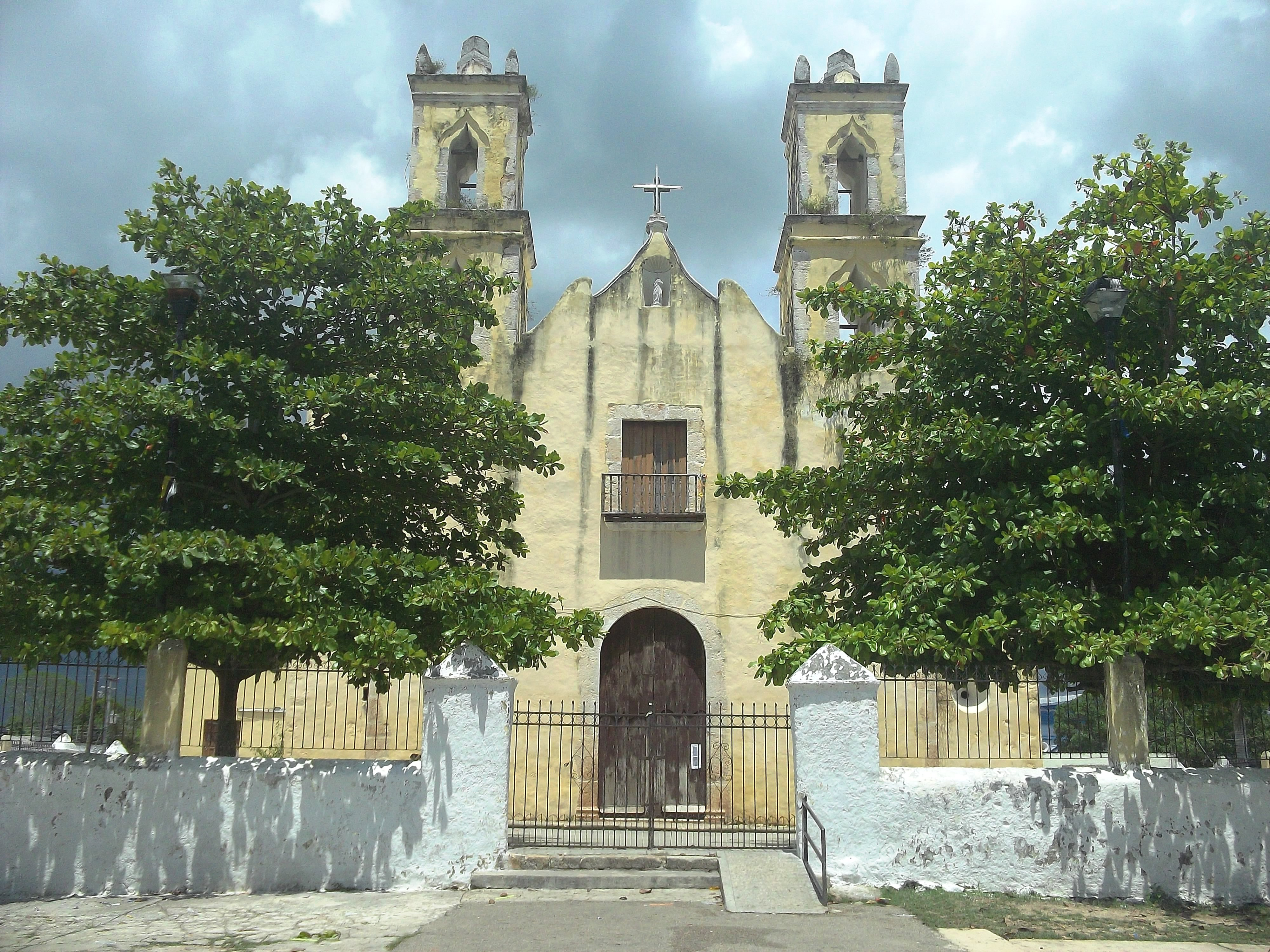
Iglesia principal de Seyé.
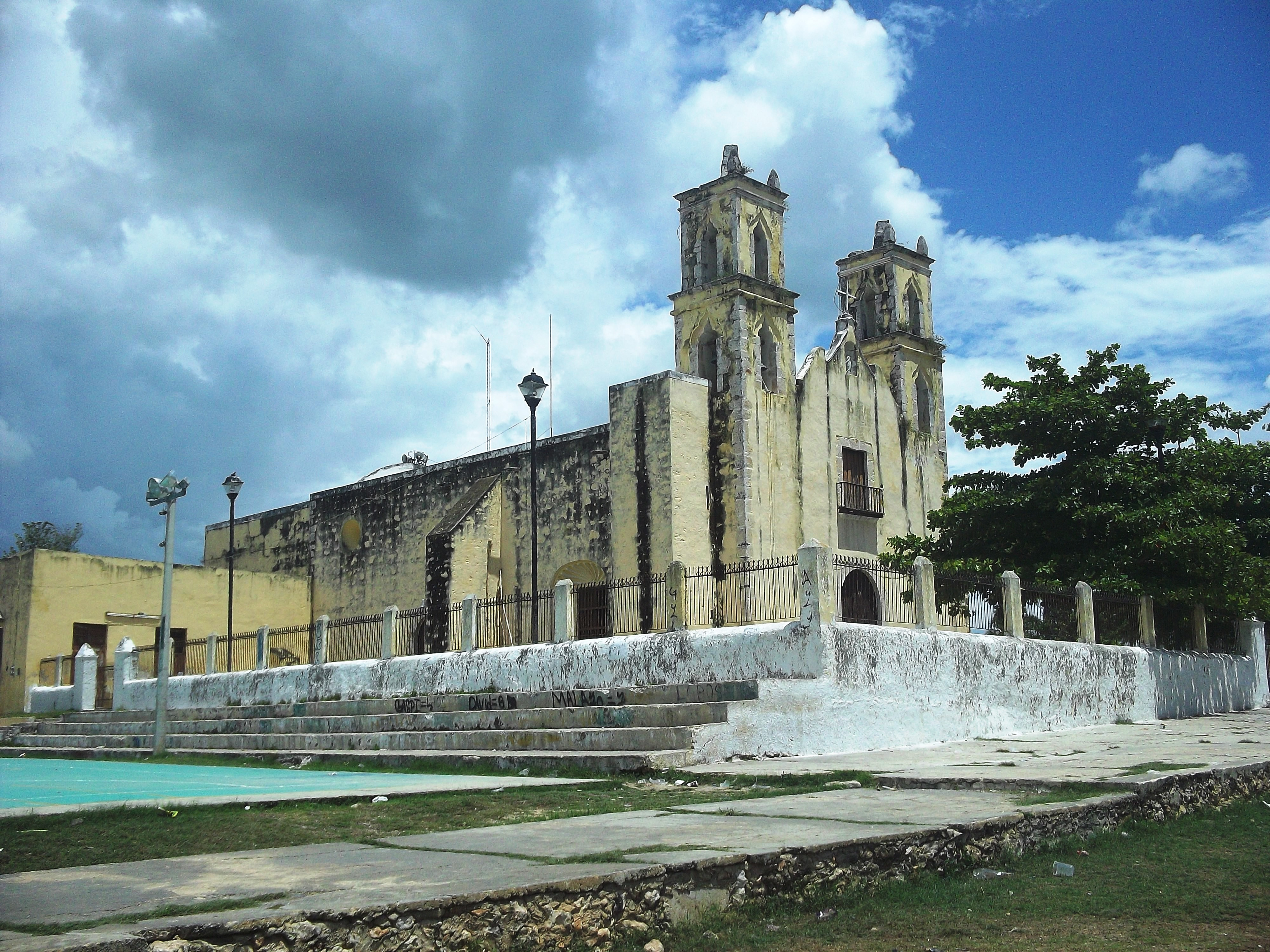
Iglesia principal de Seyé.
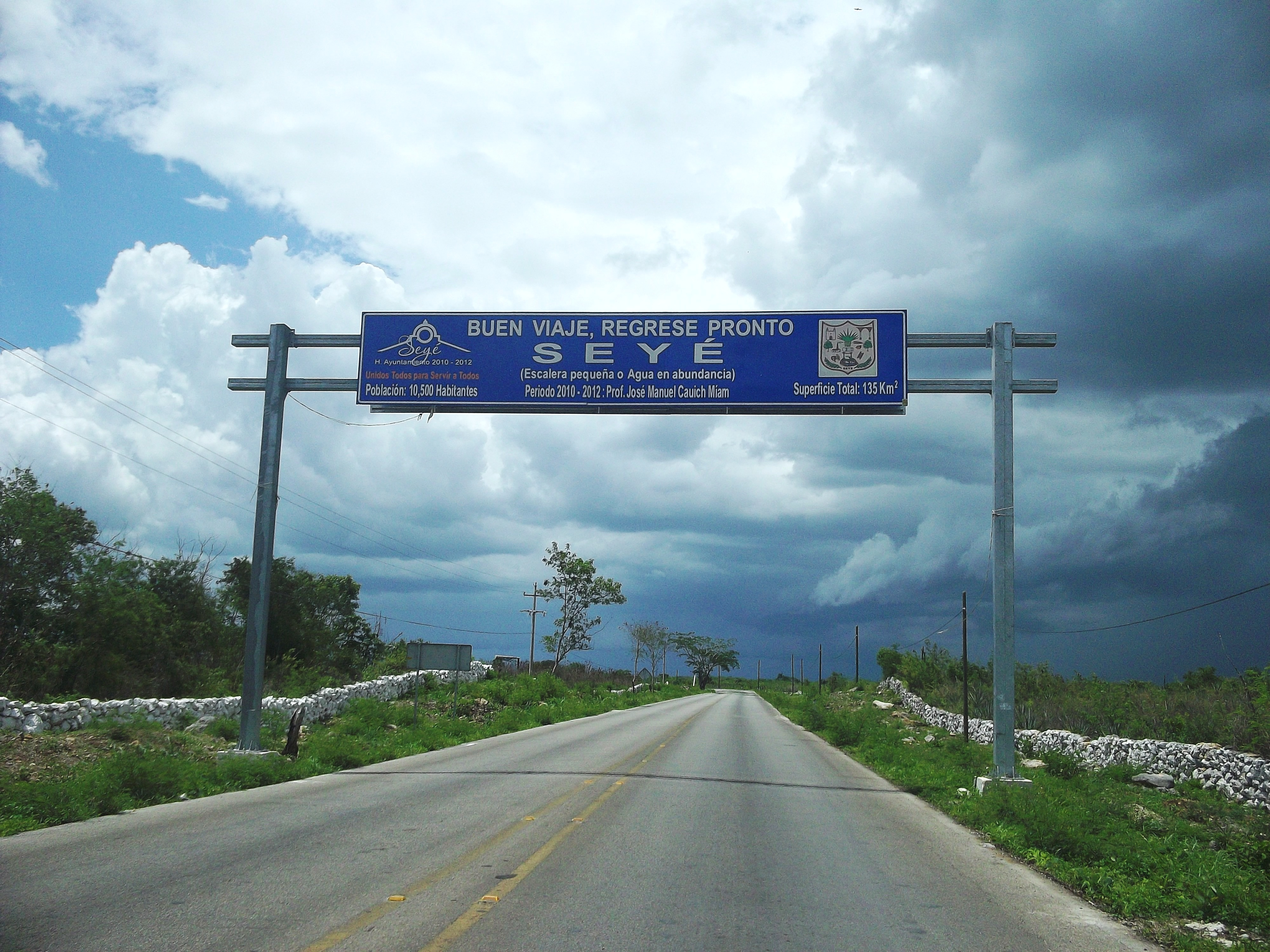
Salida de Seyé.